# Librairie Oberlin
Pour les articles homonymes, voir Oberlin.
La Librairie Oberlin est une librairie et une maison d'édition française créée à Strasbourg en 1817 en hommage au pasteur Jean-Frédéric Oberlin.

## Histoire
« Librairie évangélique » à l'origine, elle se tourne aujourd'hui vers le monde chrétien en général et le dialogue interreligieux. C'est aussi la librairie la plus importante de la ville en ce qui concerne le fonds régional. Elle se consacre désormais plus au commerce des livres qu'à l'édition proprement dite.

Vues de la librairie Oberlin
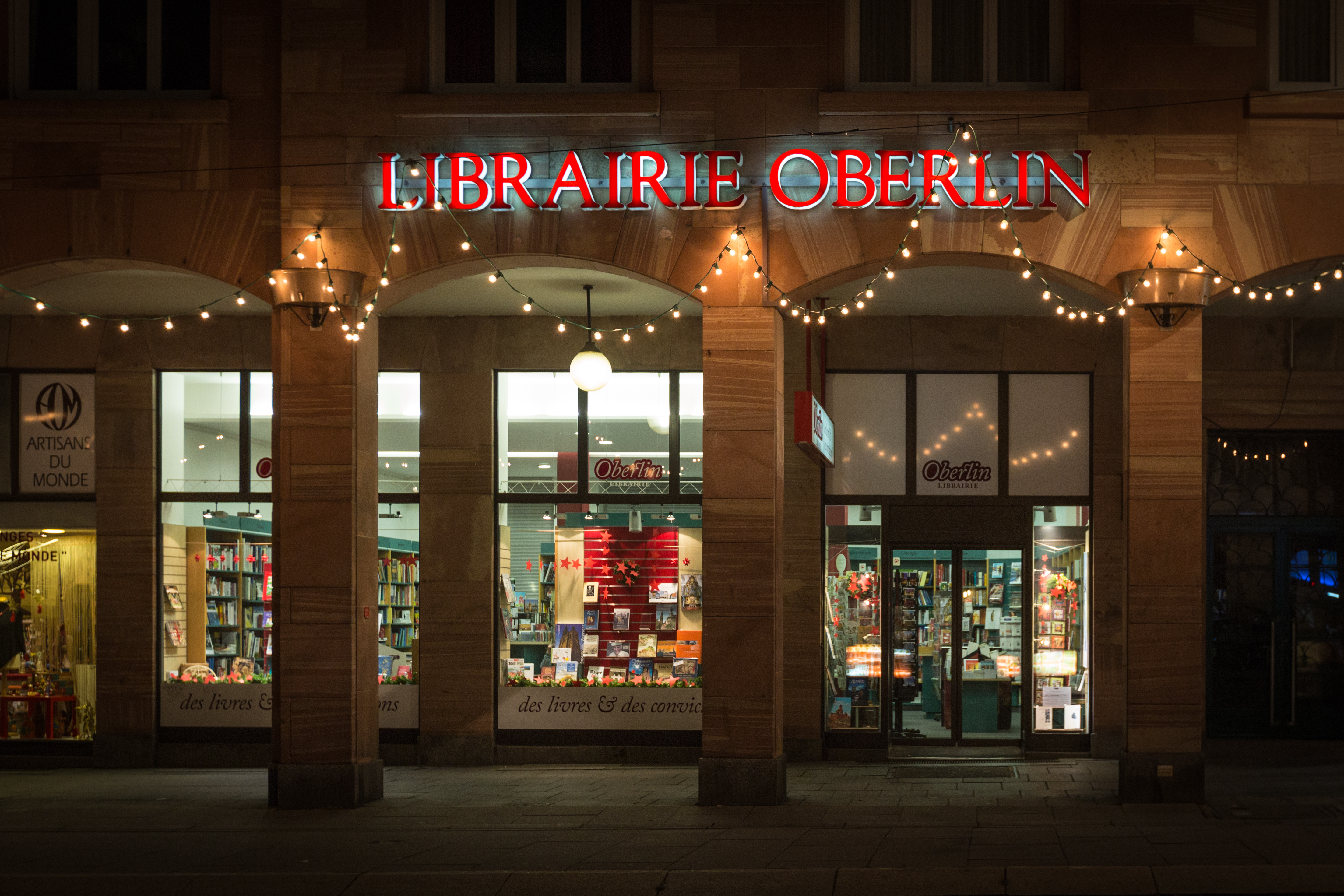
Vue extérieure en décembre 2013.
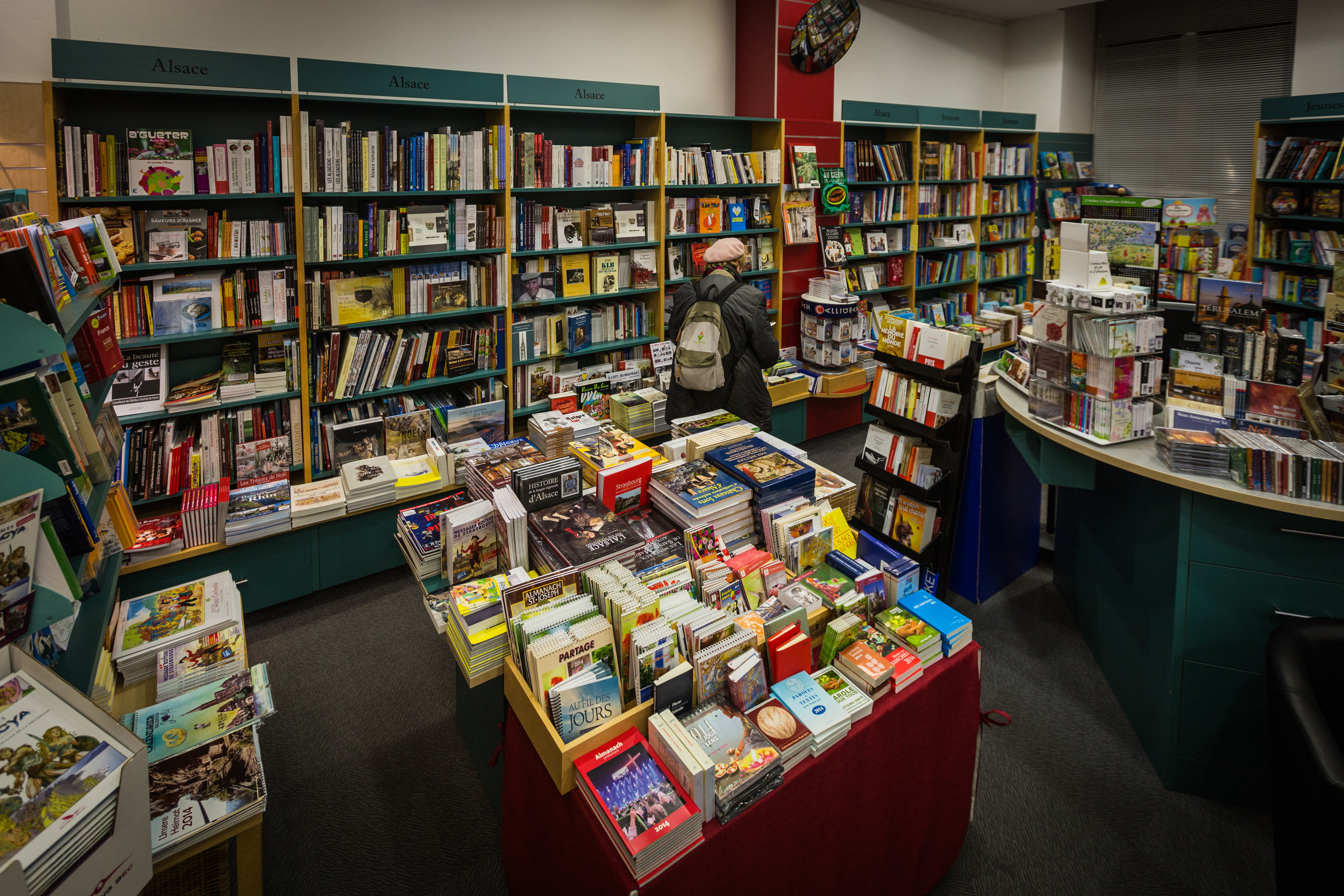
Le rayon des alsatiques.
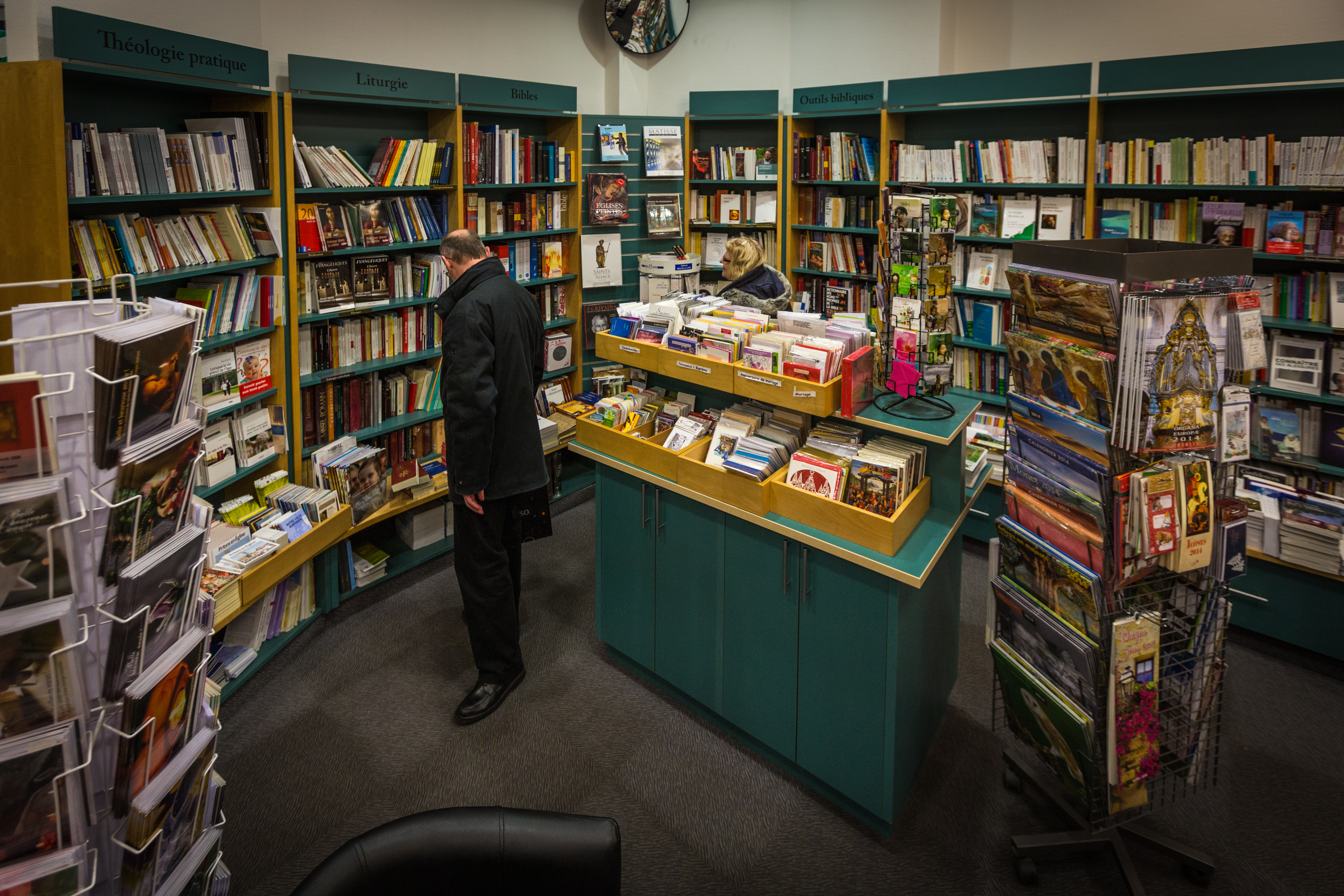
Le rayon théologie et spiritualités.
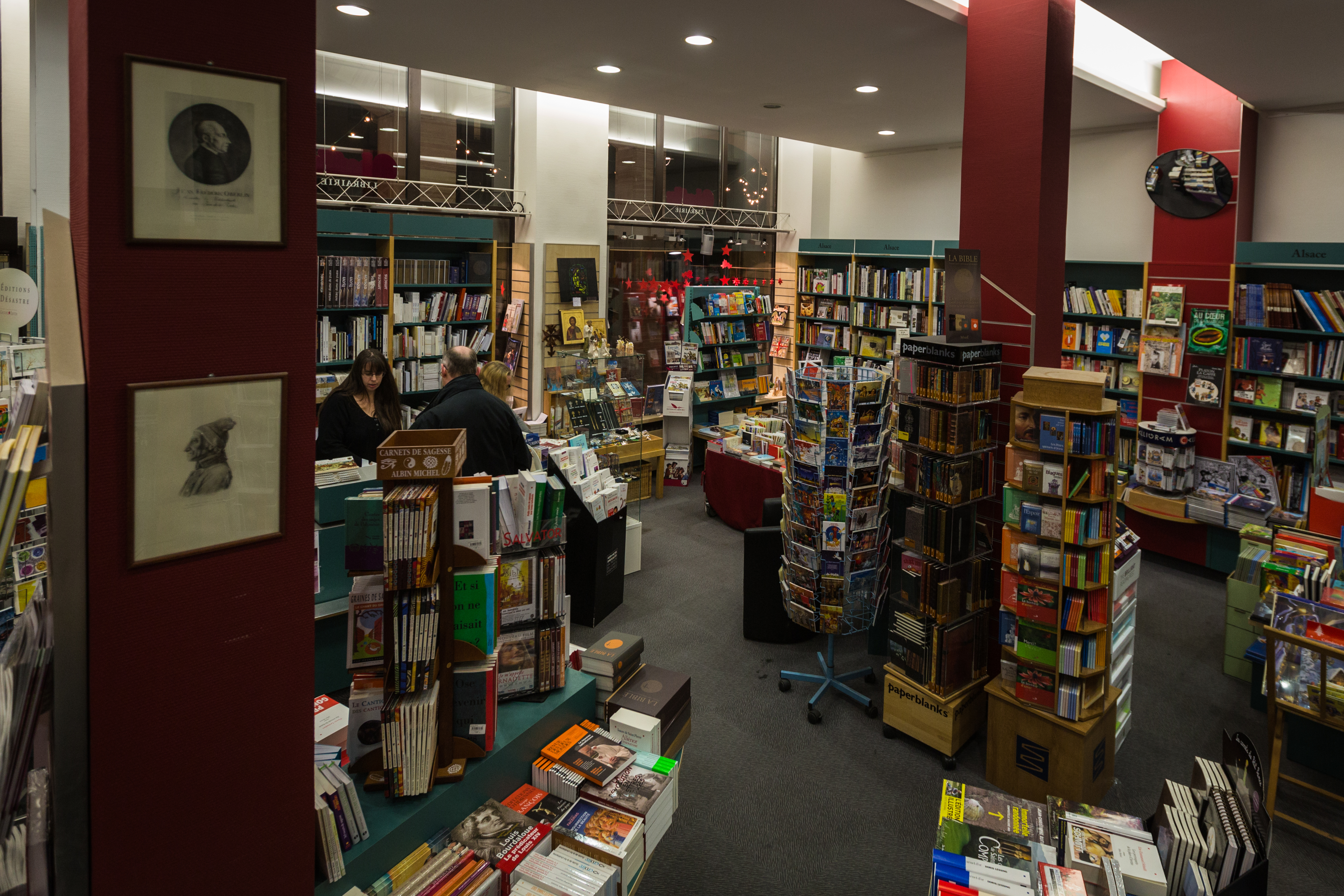
Vue générale.
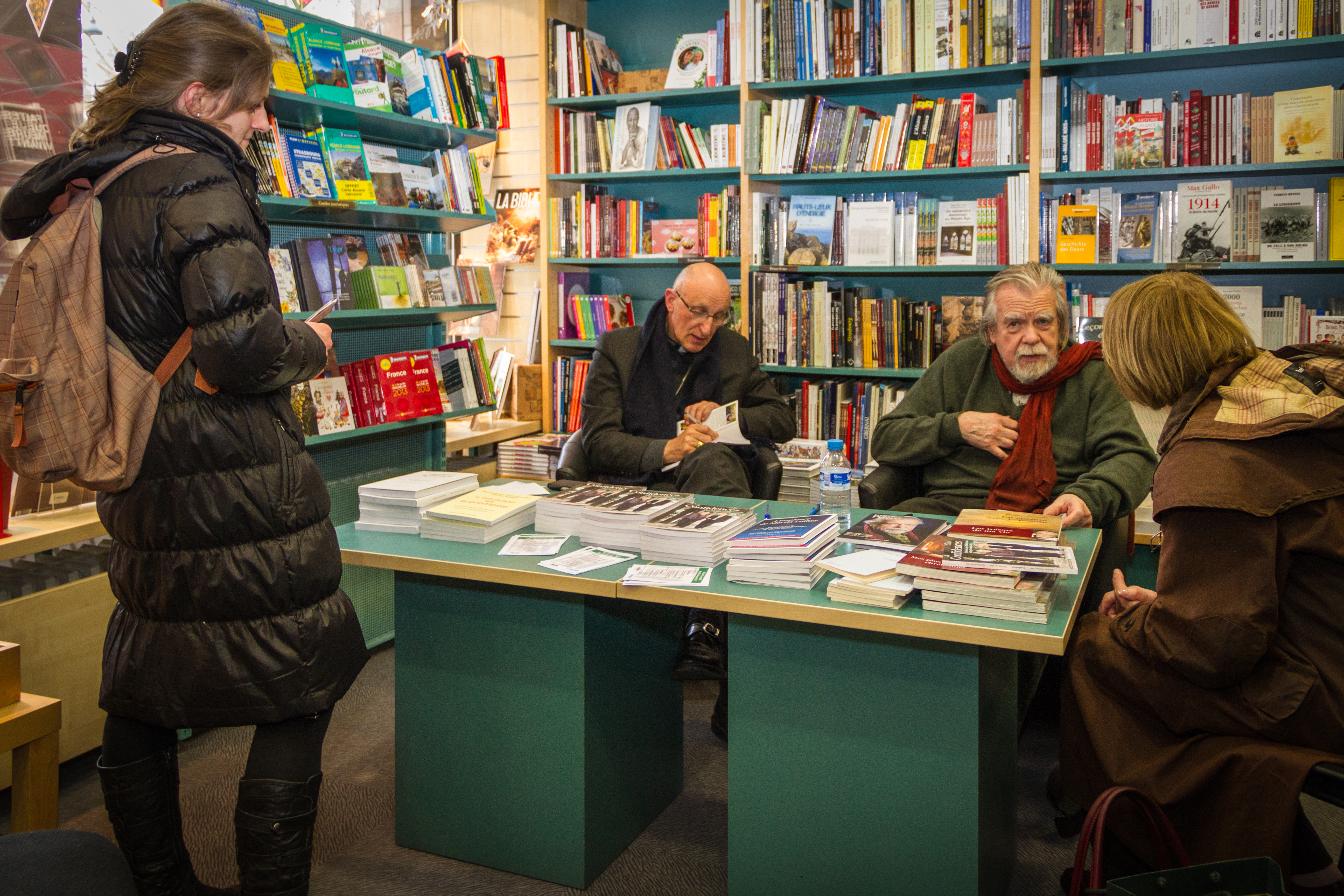
Dominique Rey et Michel Lonsdale en dédicace le 10 avril 2013.